# دانيال ستال
دانيال ستال (مواليد 27 أغسطس 1992) هو لاعب ألعاب قوى سويدي متخصص في رمي القرص،فاز بالميدالية الذهبية في أولمبياد 2020.